# アイドルDTI
『アイドルDTI』（アイドルディーティーアイ）は、冬夏アキハルによる日本の漫画。『LaLa DX』（白泉社）2016年7月号に読み切りが掲載された後、『LaLa』（同社刊）に2016年12月号から2017年10月号まで連載、さらに『マンガPark』に移籍したが、休載中。単行本は既刊2巻。読み切り時にはタイトルのDTIに「脱衣」とルビが振られていた。
白泉社に2016年に設立されたキャラクタープロデュース部プロジェクトのメイン、「裸 is 美」（ハダカイズビューティフル）の作品。

## あらすじ
アイドルの価値が脱衣で決まる世界。人気アイドルグループPJ (パーフェクトジュエル)のセンターを担う「脱衣モデル」として活躍していた主人公・緋之瀬灯は、突如ライブ中に失神し、二度と脱げない体になってしまう。PJのカリスマ脱衣能力者・宝生翡翠丸から解雇を言い渡された灯は絶望したが、そこにPJのもうひとりのセンター・黄金尊が現れ、灯にある提案を持ちかける。それはPJを抜け、2人で新しいアイドルを始めることだった。

## 登場人物
緋之瀬 灯（ひのせ あかり）
声 - 八代拓
主人公。トップアイドル「PJ」で赤のセンターを担当していたが、自身に脱衣能力が発現したことにより脱げない体となり解雇された。その後、同じくPJを脱退した尊とともに新しいアイドルユニット「キャンドル」を結成し、脱衣能力者として再スタートをすることとなる。1年間の修行で実力をつけたあと、「偶像戦争」にてPJを破り宝生への雪辱を果たす。
ステージ上以外では少々抜けており、椅子に座ったまま居眠りしているところをたびたび尊に注意されているようである。実家は裕福な方ではないらしい。
黄金 尊（くがね みこと）
声 - 畠中祐
灯とともにPJの脱衣モデル・黄のセンターとして活動していたが、灯の解雇を機にグループを脱退。「キャンドル」でも脱衣モデルを担当する。灯とはPJ候補生の時代からの付き合いで、絶対の信頼を寄せている。
脱衣モデルとしての実力は本物であり、DTI学園では入学直後にエリートクラスであるサファイアへ配置された。実家は裕福ないわゆるお坊ちゃんである。
藍崎 海斗（あいざき かいと）
声 - 鳴海和希
アイドルグループ「ソルト」の脱衣能力者。褐色の肌に白髪が特徴的で高圧的な発言が目立つオレ様タイプ。4年に1度のアイドル王者決定戦「Dカップ」の王者であり、本来ならば失敗脱衣とされる禁じ手である半脱ぎを得意とする。
深紫 塩音（ふかむら しおん）
声 - 濱野大輝
「ソルト」の脱衣モデル。ソルトのライブでは海斗の脱衣能力によって対戦相手や審査員・男性客が半脱ぎにされるため、塩音は脱衣モデルでありながら脱衣せず歌唱とMCを担当している。
桜白波 光貴（さくらしらなみ こうき）
声 - 花江夏樹
脱衣のエリート校・DTI学園の生徒会長にして学園最強の脱衣モデル。かつては海斗・塩音とともに3人でソルトを組んでいたが、脱衣過激派に襲撃され死んだと思われていた。自身を「脱衣の妖怪」と呼び、誰とも絆を結ばない孤高の存在だが、能力によって着ている服を透けさせて、圧倒的な裸体を披露することができる。
宝生 翡翠丸（ほうしょう ひすいまる）
声 - 子安武人
PJのカリスマ脱衣能力者。20名いるPJメンバーをステッキ一振りで一斉に脱衣させることができる。自身の脱衣能力を受け付けなくなった灯を「屑石」「不純物」と呼び即刻解雇するなど、冷酷な一面があり、他の脱衣モデルに対しても主従のような関係性で接している。偶像戦争の決勝でキャンドルと対決し敗れたあとは休業を発表するが、灯がDカップ決勝に向けた特訓のため訪ねてくると、自宅の第一の館が爆発するほどの壮絶な特訓を行い、灯の脱衣能力のレベルアップに一役買った。

## 用語
DTI
脱衣のこと。作品中ではアイドルの価値は脱衣によって決まると言われており、アイドルのDTIは様々な演出やもって国民的娯楽として定着している。なお、女性を脱がす女脱衣は禁忌とされている。
脱衣能力者
ステッキから服を脱がせる超能力を放つことができる者。能力者と脱衣モデルの心が通じ合っているほど、美しくDTIできるとされている。ちなみにDTIさせた衣服は消滅するため、アイドルにとって服は消耗品である。
脱衣モデル
通称「脱モ」。ステージ上では歌唱・ダンス・MCなどのパフォーマンスをつとめ、脱衣能力者からの能力の光を受けて美しく裸体を露わにする。
脱衣室
ステージから離れた場所にある脱衣能力者専用ルーム。脱衣中は担当の能力者以外立ち入り厳禁であり、部外者が入室すると心が乱れ、脱モと繋がりにくくなるため、脱衣妨害をした者は厳しく取り締まられる。更衣室のことではない。
DTIパンツ
^ 脱モがパフォーマンス中に着用するDTI協会認定アイテム。脱衣能力にかかっても脱げない特殊な下着で、これを着用せず全裸になることは禁止されている。
半脱ぎ
脱衣能力が十分に発揮されず、衣服や布切れが残ってしまう状態のこと。基本的に半脱ぎは失敗脱衣とされ、ステージ上で半脱ぎになってモデルは恥辱を味わい、観客からは非難をされることになる。
ソルトは半脱ぎを得意としているが通常の半脱ぎとは違い、複数のモデルの衣服をおそろいの服のように均一残すことで「完成された醜さ」を演出するもので、非常に高い技術を必要とする。全ての服を脱衣させることを半脱ぎに対し「全脱ぎ」と言う。
偶像戦争
年に1度、3日間に渡って開催されるNo.1アイドル決定戦。1日目にAブロック、2日目にBブロックの代表をトーナメント形式で決定し、3日目に各ブロック代表が決勝戦を行う。決勝では2組のアイドルが同時に同じステージに立つ。
Dカップ
4年に一度開催される全DTIアイドル王者決定戦。優勝者は「Dキング」と呼ばれる。
DTI学園
数多くの有名脱衣アイドルを育て上げた脱衣のエリート校。実態の多くは謎に包まれている。
完全実力主義の校風で、DTIの実力によって上から「ダイヤ」「サファイア」「パール」「ジャリ」にクラス分けされる。別クラスの生徒とDTIすることは校則で禁止されており、キャンドルやソルトも例外では無い。入学式で「起立！」「礼！」「脱衣！」の号令にあわせて脱衣できない新入生は即退学を命じられる。

## アプリゲーム
白泉社からiOS/Android用に配信されていたスマートフォン向けのアプリゲーム。ジャンルは「高速脱衣リズムゲーム」。2017年10月5日サービス開始。2019年9月20日をもってサービスを終了した。
ライブパート
楽曲に合わせて画面の右から左に流れてくるノーツをタイミングよくタップしスコアを取得するタイプのリズムゲーム。楽曲が進行すると体力が減っていき、体力ゲージが無くなるとタップ操作を受け付けなくなる。体力ゲージはプレイ中に出現するドリンクをタップすると回復することができる。
ストーリーパート
全6キャラクターによるフルボイスのストーリーパート。各キャラクターの育成によって順次解放されていく。

## 音楽CD
2017年10月18日に、ゲーム内楽曲を収録したミニアルバム「裸美rinth」が発売されている。発売元はポニーキャニオン。
- 収録楽曲

1.燃えよ脱衣〜Eternal Light〜
作詞･作曲 - DECO*27 / 編曲 - Rockwell / 歌 - 緋之瀬 灯(CV:八代拓)
2.脱GO!!キャンドル《ダッツゴー!!キャンドル》
作詞･作曲 - DECO*27 / 編曲 - Rockwell / 歌 -緋之瀬 灯&黄金 尊(CV:八代拓&畠中祐)
3.S･I･OーSalt in Oceanー
作詞･作曲･編曲 - 佐伯youthk / 歌 -深紫 塩音(CV:濱野大輝)
4.半脱ぎ★SOLD OUT!!
作詞･作曲･編曲 - 佐伯youthk / 歌 - 藍崎 海斗&深紫 塩音(CV:鳴海和希&濱野大輝)
5.恥じ裸衣fallin' luv
作詞･作曲･編曲 - ZANIO / 歌 -桜白波 光貴(CV:花江夏樹)
6.パーフェクトジュエル
作詞 - DECO*27&冬夏アキハル / 作曲･編曲 - Rockwell / 歌 -宝生 翡翠丸(CV:子安武人)

## Webラジオ
『アイドルDTI 裸ジオ is 美(ビューティフル)』のタイトルで、白泉社のアプリ「マンガPark」内にて2017年9月21日から配信されていた。毎週木曜日更新。パーソナリティは黄金尊役の畠中祐と深紫塩音役の濱野大輝が担当する。2018年10月配信の第58回で終了した。

## 反響
LaLa DX 2016年1月号にデビュー作が掲載された冬夏は2016年2月、4月にも『LaLa』に読み切りを発表していた新人漫画家で、本作の読み切りが2016年6月発表、白泉社の新部署設立が同年7月のため、作品が新プロジェクトに選ばれ、作者は新人としては推されているとみられるが、Twitterの作品公式アカウントは開設1か月で279人、YouTube配信の公式PVの1か月の再生回数は3000と、同社のプッシュの割には効果があまりみられなかった。
アプリゲームは配信開始から1か月以上過ぎた段階で、初心者向けに作られているとみられ課金要素はあるがガチャはなくレーンは1つでゲームオーバーもなく矢印のタップだけでコンボは繋がるが、ゲーム進行中に出現する「フリックでDT!!」の指示に沿うとキャラクターが脱衣するが、カットインとして一枚絵を表示するのみながら処理が遅く、そのためコンボが定期的に切れてしまう音楽ゲームとしては大きな問題があり、フリックしなくても脱衣は自動的にするためカットインの存在がよくわからず、コンボは200を超えると数が正しく表示されず、ちゆは無課金で全国6位になったことからプレイヤーはあまりおらずTwitterのフォロワーも3000人程度で、ゲーム開始時に特典を無料配布することもなく、ガチャがないと黒字運営はできないと課金要素の少なさに否定的だが、プレイを続けると中毒性があり、ゲーム用のオリジナル曲は脱衣と裸のことばかりの電波系リズムソングとして肯定的だった。